# Jean-Gérard Bursztein
Pour les articles homonymes, voir Bursztein.
Jean-Gérard Bursztein, né le 9 octobre 1945, est un psychanalyste français, docteur en philosophie.

## Biographie
Élève de Jean-Toussaint Desanti, il s’est formé à la philosophie des mathématiques et à la philosophie des sciences. Il continue à explorer cet intérêt dans l’étude de l’intrication entre psychanalyse et mathématiques. À partir de sa pratique de la psychanalyse, il a publié divers ouvrages. 
Il a soutenu en 2003 à l'Université de Nanterre, sous la direction de Jean-Jacques Szczeciniarz, une thèse intitulée Incommensurabilité entre psychanalyse et neurosciences : réflexion à partir du projet-programme freudien (phi, psi, omega) de 1895. 
Il pratique et enseigne à Paris.

## Ouvrages
- Qu’est-ce que l’appareil psychique ? NEF, 2000.
- Le renouveau de la psychanalyse dans l’hypothèse borroméenne, NEF, 2004.
- Sur la différence entre la psychanalyse et les psychothérapies, NEF, 2004. Traduction en anglais : On the Difference between Psychoanalysis and Psychotherapy, New Freudian Studies, 2008.
- Structure et psychose, NEF, 2005.
- Vers une mathématique de l’inconscient, NEF, 2006.
- Névrose, nœud borroméen, espace de Hilbert, NEF, 2006.
- La structure mœbienne de la bisexualité, NEF, 2007. Traduction en Allemand : Die Struktur der Andersheit Mann-Frau, Turia & Kant, Wien, 2007
- Introduction à la science psychanalytique, NEF, 2007. 
  - Traduction en Allemand: Die Psychoanalyse – eine paradoxe Wissenshaft, Verlag Turia & Kant, Wien, 2012.
  - Traduction en Chinois: La science psychanalytique, « 精神分析科学 » (Jing shen fen xi ke xue), éditeur 北京师范大学出版社，(Bei Jing shi fan da xue chu ban she, Beijing Normal University Press and Co.).
- Jouissance féminine et hypothèse mathématique du continu, NEF, 2008.
- Introduction à la science psychanalytique, Paris, Hermann, 2009.
- Nazisme et Shoah, une approche psychanalytique, 2e édition, Paris, Hermann, 2010. Traduction en hébreu: Ha-psychoanalysah Chel ha natzizm, Resling, Israël, 2004.
- Différence entre psychanalyse et psychothérapies, 2e édition revue et corrigée, Paris, Hermann, 2012.
- Sur l'espace subjectif, Paris, Hermann, 2012.
- La différence homme/femme dans la sexuation, Paris, Hermann, 2015.
- Topological transformation of Freud's theory, Karnac Books, 2015/ Une transformation topologique de la théorie freudienne, Karnac Books, 2015[5]
- L'inconscient, son espace-temps: Aristote, Lacan, Poincaré, Hermann, 2017.
- Cohérence philosophique de la psychanalyse: Aristote, Lacan, Hermann, 2017.
- Un lexique de topologie subjective, Hermann, 2017.
- Psychanalyse et philosophie borroméenne, Hermann, 2019.
- My lexicon of psychoanalysis, Hermann, 2019.
- Subjective topology, a lexicon, Hermann, 2019.
- The unconscious, its spacetime: Aristotle, Lacan, Poincaré, Hermann, 2019.
- La structure topologique de l'inconscient, une suite à l'étourdit, Hermann, 2021.
- Le Réel, catégorie référentielle de la psychanalyse, Hermann, 2021.
- La finalité interne de l'inconscient : la structure (R, S, I), Hermann, 2022.
- Athéisme psychanalytique et Bible hébraïque, Hermann, 2022.
- Un lexique pour le psychanalyste lacanien, Hermann, 2022.
- Ce que la psychanalyse nous enseigne, comment l'enseigner? Une approche topologique, Hermann, 2024.